# Esteban Lazo Hernández
Juan Esteban Lazo Hernández (ur. 26 lutego 1944 w Matanzas) – kubański polityk i działacz komunistyczny, członek biura politycznego Komunistycznej Partii Kuby, przewodniczący Zgromadzenia Narodowego Władzy Ludowej (od 2013), przewodniczący Rady Państwa (od 2019). 

## Życiorys
Urodził się w dzielnicy Jovellanos miasta Matanzas w chłopskiej rodzinie. Ukończył 5 klas wiejskiej szkoły. Nie kontynuował nauki z powodów ekonomicznych, ale podjął pracę w farmie ryżu. Miał 14 lat, gdy na Kubie ustanowiono rządy komunistyczne. W 1961 wstąpił do Narodowej Milicji Rewolucyjnej. W 1962 został był organizatorem Sekcji Związków Zawodowych w swoim miejscu pracy. W maju 1963 wstąpił do Komunistycznej Partii Kuby w Jovellanos. W 1964 został członkiem miejskiego komitetu Partii. W 1966 rozpoczął naukę w Wyższej Szkole Partyjnej im. Nico Lopeza. W 1968 został mianowany pierwszym sekretarzem Komitetu Miejskiego Partii w San Pedro de Mayabón. W 1969 został organizatorem Regionalnego Biura Partii w Colón, w tym samym roku został pierwszym sekretarzem Partii w tym regionie. W 1971 został członkiem do Biura Prowincjonalnego Partii w Matanzas. W 1980 został wybrany drugim sekretarzem Komitetu Prowincjonalnego Partii w Matanzas, a w 1981 pierwszym sekretarzem prowincji. Od 1986 roku pełnił funkcję pierwszego sekretarza w prowincji Santiago de Cuba, do 1994, kiedy został mianowany pierwszym sekretarzem Partii w Hawanie.
W 2006 został członkiem Komitetu Centralnego Partii. Od 1981 jest deputowanym do Zgromadzenia Narodowego Władzy Ludowej, w latach 1992-2013 był wiceprzewodniczącym Rady Państwa. W 2013 został wybrany przewodniczącym Zgromadzenia Narodowego Władzy Ludowej, w 2018 i 2023 wybierany ponownie. W 2019 z urzędu objął funkcję przewodniczącego Rady Państwa.

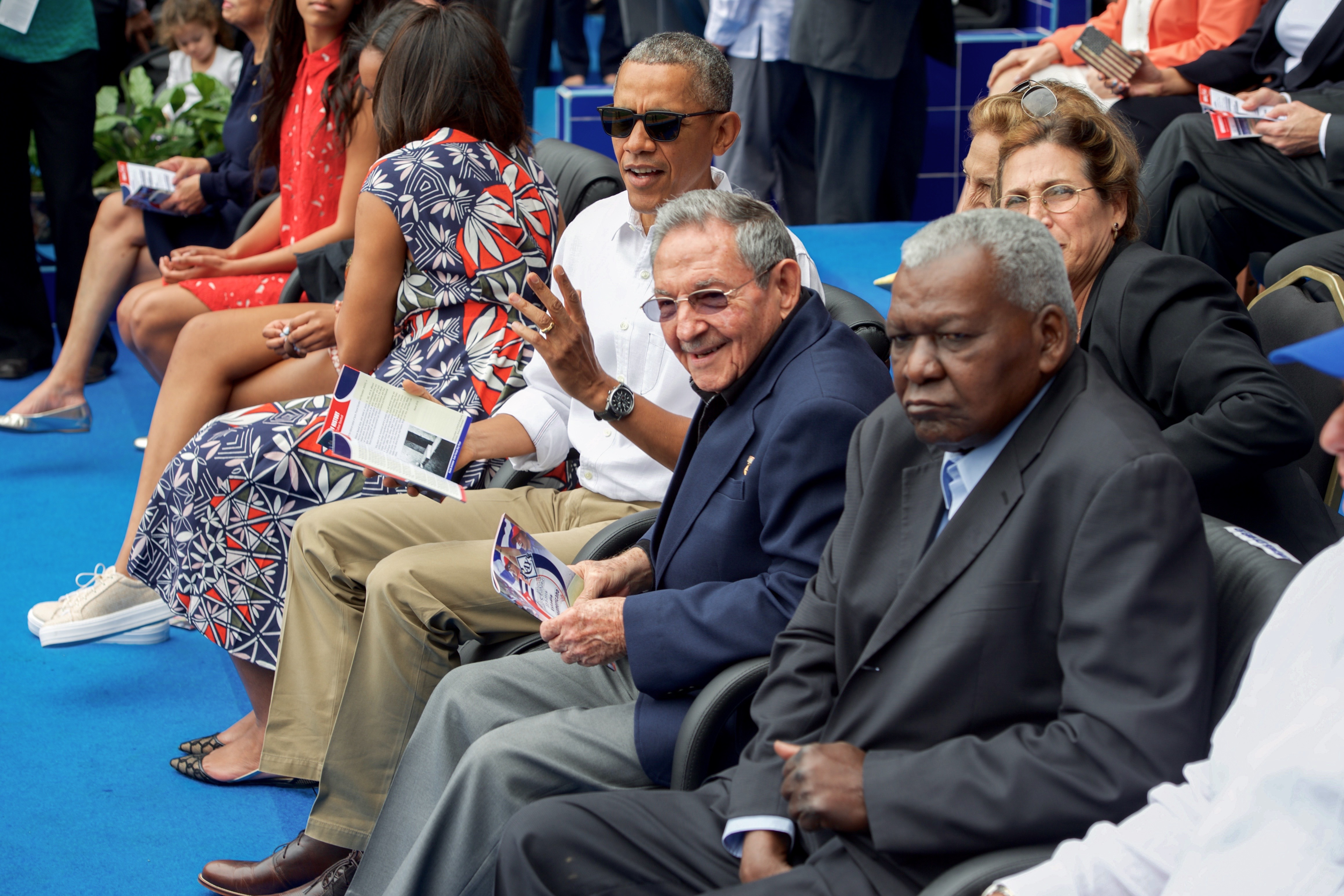
Esteban Lazo Hernández (pierwszy z prawej) z I sekretarzem Komunistycznej Partii Kuby Raúlem Castro i prezydentem Stanów Zjednoczonych Barackiem Obamą w Hawanie (2016)

## Odznaczenia
- Medal 20 lecia rocznicy ustanowienia Rewolucyjnych Sił Zbrojnych Kuby
- Medal 30 lecia rocznicy ustanowienia Rewolucyjnych Sił Zbrojnych Kuby
- Medal 40 lecia rocznicy ustanowienia Rewolucyjnych Sił Zbrojnych Kuby
- Medal 50 lecia rocznicy ustanowienia Rewolucyjnych Sił Zbrojnych Kuby[1]
- Order Hồ Chí Minha (2023, Wietnam)[3]